# Força física

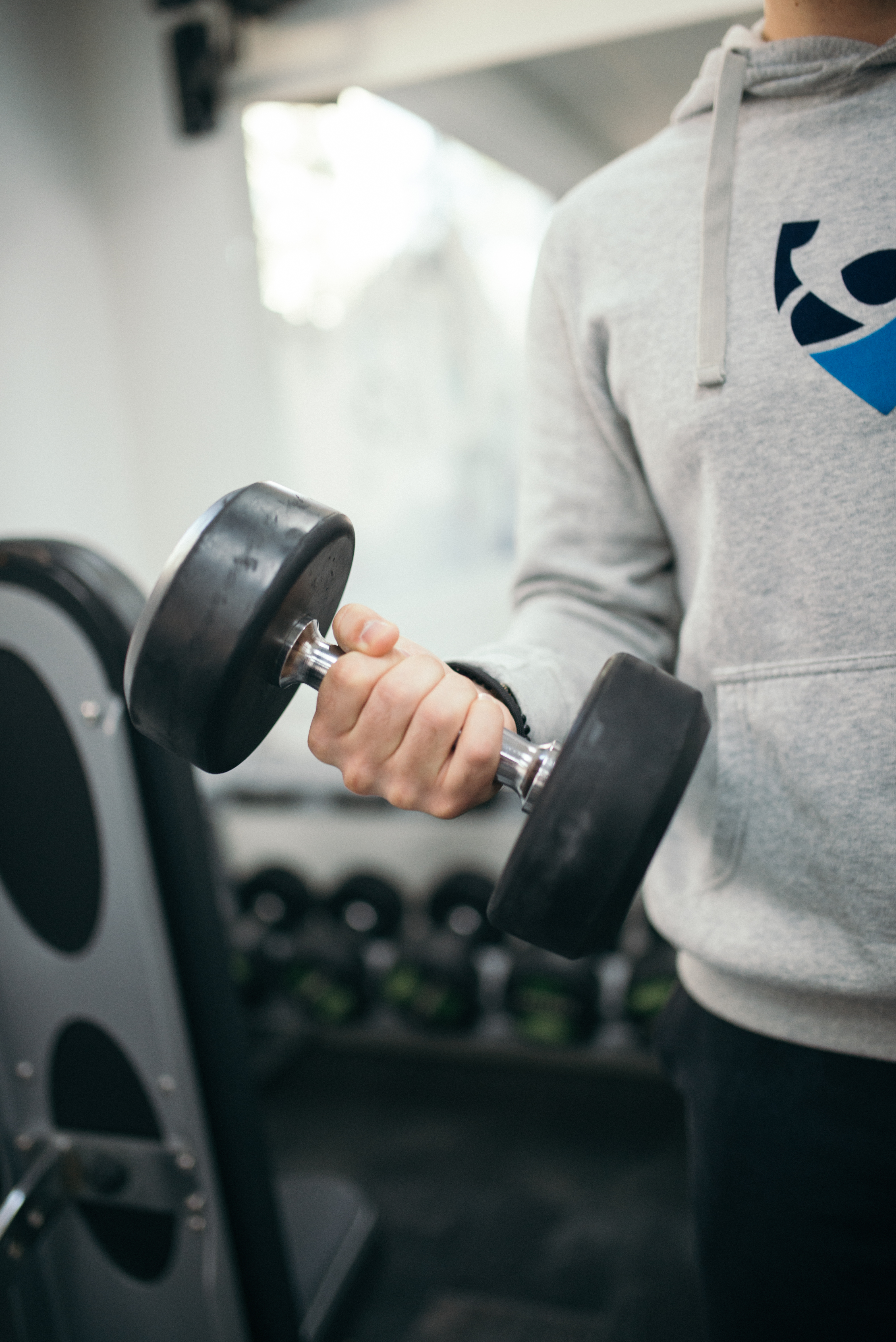
Levantamente do peso, um método comum de treinamento de força física.

A força física é a medida da força exercida por um indivíduo sobre objetos físicos. Aumentar a força física é o objetivo da musculação.

## Visão geral
A força física de um indivíduo é determinada por dois fatores: a área transversal das fibras musculares recrutadas para gerar força e a intensidade do recrutamento. Indivíduos com uma alta proporção de fibras musculares de contração lenta do tipo I serão relativamente mais fracos do que um indivíduo semelhante com uma alta proporção de fibras musculares de contração rápida do tipo II, mas terão maior resistência. A herança genética do tipo de fibra muscular define os limites máximos possíveis da força física (exceto o uso de agentes de reforço, como a testosterona), embora a posição única dentro desse envelope seja determinada pelo treinamento.
As proporções individuais das fibras musculares podem ser determinadas por meio de uma biópsia muscular. Outras considerações são a capacidade de recrutar fibras musculares para uma atividade específica, os ângulos das articulações e o comprimento de cada membro. Para uma determinada seção transversal, membros mais curtos conseguem levantar mais peso. A capacidade de ganhar músculos também varia de pessoa para pessoa, com base principalmente nos genes que determinam as quantidades de hormônios secretados, mas também no sexo, idade, saúde da pessoa e nutrientes adequados na dieta. Um teste de repetição máxima é a maneira mais precisa de determinar a força muscular máxima.

## Capacidade de força
Existem várias maneiras de medir a força física de uma pessoa ou população. A análise da capacidade de força geralmente é feita no campo da ergonomia, onde uma tarefa específica (por exemplo, levantar uma carga, empurrar um carrinho, etc.) e/ou uma postura é avaliada e comparada com as capacidades do segmento da população ao qual a tarefa se destina. Os momentos e forças reativas externas nas juntas são geralmente utilizados nesses casos. A capacidade de resistência da articulação é indicada pela quantidade de momento que a força muscular pode criar na articulação para neutralizar o momento externo.
Os músculos esqueléticos produzem forças e momentos reativos nas articulações. Para evitar lesões ou fadiga, quando uma pessoa está realizando uma tarefa, como empurrar ou levantar uma carga, os momentos externos criados nas articulações devido à carga na mão e ao peso dos segmentos do corpo devem ser idealmente menores que as forças do momento muscular na articulação.

Um dos primeiros modelos de plano sagital para prever a força foi desenvolvido por Chaffin em 1969. Com base nesse modelo, os momentos externos em cada articulação não devem exceder os momentos de força muscular naquela articulação.
Onde, S j é o momento de força muscular na articulação, j, e M j/L é o momento externo na articulação, j, devido à carga, L e aos segmentos corporais que precedem a articulação na análise de cima para baixo.
A análise de cima para baixo é o método de cálculo dos momentos e forças reativas em cada articulação, começando na mão até o tornozelo e o pé. Em um modelo de 6 segmentos, as articulações consideradas são cotovelo, ombro, disco L5/S1 da coluna, quadril, joelho e tornozelo. É comum ignorar a articulação do punho em cálculos manuais. O software destinado a esse cálculo também utiliza a articulação do punho, dividindo o antebraço em segmentos de mão e antebraço.

## Previsão de força estática
A previsão de força estática é o método de previsão das capacidades de força de uma pessoa ou de uma população (com base na antropometria) para uma tarefa e/ou postura específica (uma contração isométrica). Para prever a capacidade, os cálculos manuais geralmente são realizados usando a análise de cima para baixo em um modelo de seis ou sete ligações, com base nas informações disponíveis sobre o caso e, em seguida, comparados às diretrizes padrão, como a fornecida pelo Instituto Nacional de Segurança e Saúde Ocupacional (NIOSH).